# Apelles (schilder)

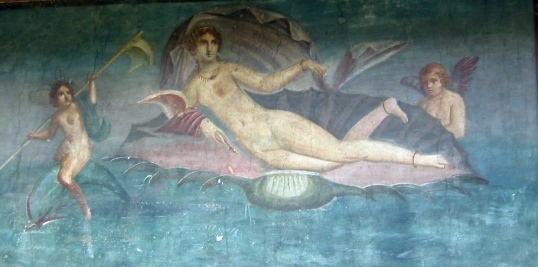
Fresco in het 'Huis van Venus' in Pompeii waarin men de "Aphrodite Anadyomene" van Apelles meent te herkennen.

Apelles (Oudgrieks: Ἀπελλῆς) (Colophon of Kos?, ca. 375-370 v.Chr. – Kos eind 4e eeuw v.Chr.) werd beschouwd als de grootste schilder uit de Oudheid. Hij was de hofschilder van Alexander de Grote.

## Apelles in later tijd

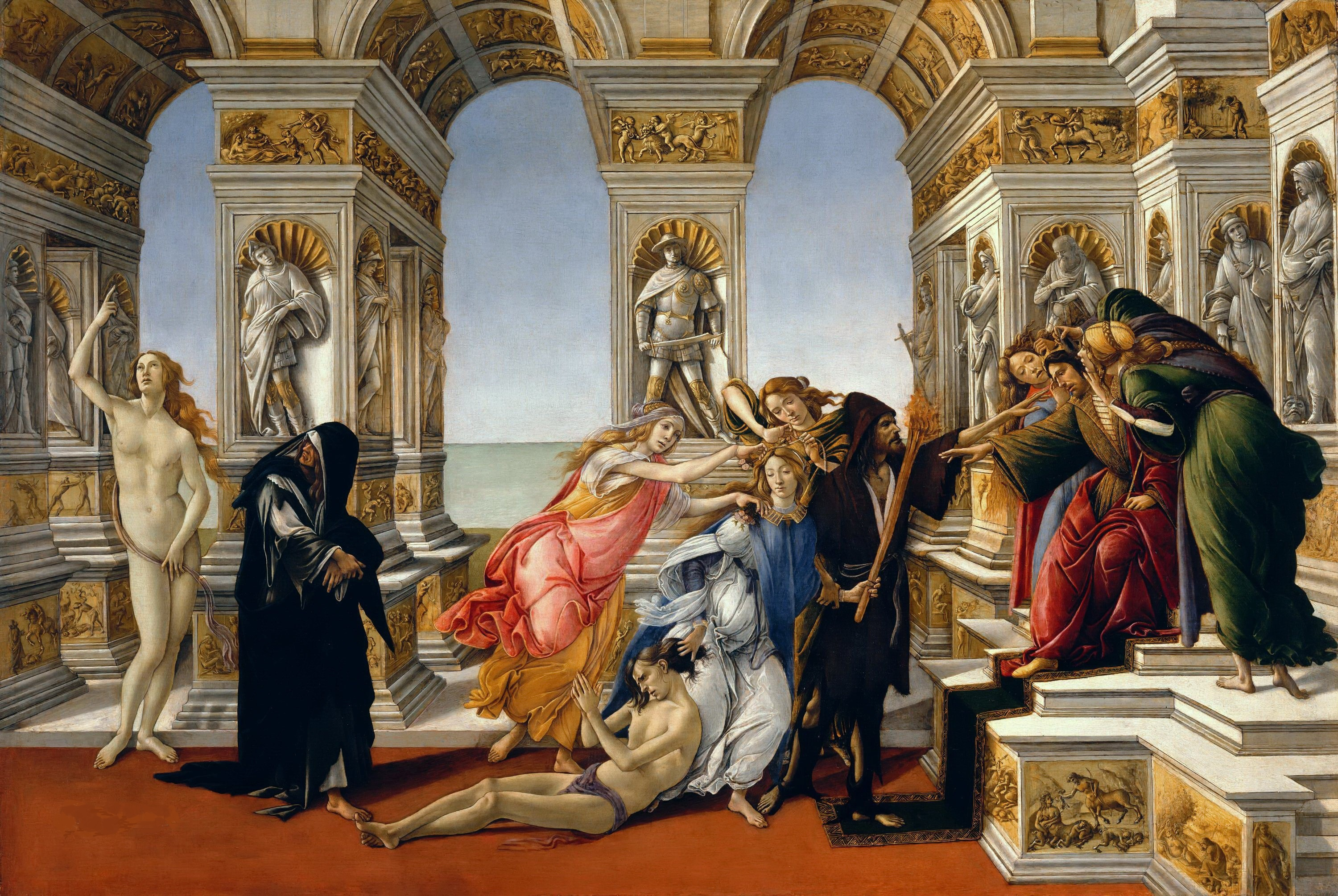
Sandro Botticelli, "De Laster van Apelles", ca. 1494, Florence, Uffizi. Dit allegorische tafereel is een reconstructie van een schilderij van Apelles. Laster is afgebeeld als een vrouw die een jongeman aan zijn haren voortsleept naar een man met Midasoren die op een stoel zit. Vele andere allegorische personages die de lasterlijke beschuldiging moeten ondersteunen zijn aanwezig, maar ook de (naakte) Waarheid die op enige afstand aankomt.